# John Jairo Torres
Pour les articles homonymes, voir Torres.
John Jairo Torres de la Pava, né le 31 octobre 1958 à Itagüí, Antioquia, est un chanteur colombien.

## Biographie
John Jairo Torres de la Pava naît le 31 octobre 1958 dans la municipalité d'Itagüí, département d'Antioquia en Colombie.
Auteur-compositeur-interprète, il est le créateur, assistant réalisateur et présentateur des programmes "Paisaje musical colombiano" et "Serenata de teleantioquia" ; réalisateur et présentateur de "Nos vamos de serenata" et "En amor amor arte de televida", entre autres.
En 1998 il se produit au théâtre métropolitain de Medellín. 
Il vit à Medellin.

## Récompenses
- Meilleure Chanson au Concours Mono Núñez, 1988, avec le Bambuco[4][source insuffisante].
- Meilleure chanson au IVe Festival national du corridor colombien, à Aguadas, en 1994, avec le corridor Un día te veré[4][source insuffisante].
- Meilleure Chanson au VIII Concours National Bambuco Luis Carlos González, à Pereira, en 1999, avec le bambuco Declaración[4][source insuffisante].
- Meilleure chanson du XIIe Concurso Metropolitano de la Canción, en 2002, avec le boléro No culpes al bolero[4][source insuffisante].

- Deuxième place au 43ème Concours National de Composition de Musique Jorge Villamil, à Neiva, en 2003, avec l'allée "I would like to be in you".
- Lauréat du Concours National de Composition, à Ibagué, en mars 2005, avec le bambuco Por ti.
- Meilleure chanson inédite du XIVe Concurso Nacional del Bambuco Luis Carlos González à Pereira, en novembre 2005, avec le bambuco Tus besos.
- Meilleure chanson inédite au Concours National de Duos Hermanos Martínez, à Floridablanca, Santander, en 2006, avec la valse La amistad.
- Deuxième place au Concours National de Composition, à Ibagué, en mars 2010, avec le barreur de Chepe Libertador.
- Meilleure chanson inédite dans le XX Concurso Nacional del Bambuco Luis Carlos González à Pereira, en novembre 2011, avec le bambuco Al encontrate.

John Jairo Torres de la Pava a gagné une fois à Mono Núñez en tant que compositeur d'œuvres inédites et a été finaliste à quatre reprises, y compris cette année, car l'une de ses œuvres est en compétition en 2014.

## Discographie

### Albums
- Al Encontrarte[1].
- Nuevos compositores, 1993, qui contient (entre autres auteurs) quatre de ses chansons avec sa propre voix[1].
- Echo mi alma a volar, 1996, contenant quinze de ses chansons interprétées par lui et ses invités spéciaux : Nueva Gente, Gustavo Adolfo Renjifo, Yudy Muñoz, Paula Torres, Janeth Zuluaga, Alfonso Grosso et Juan Diego Builes[1].
- Lo que amo, 1998, contenant également quinze autres chansons qu'il a écrites et qu'il a interprété lui-même[1].
- Valió la pena, 2007, contenant 16 chansons interprétées par lui et ses invités spéciaux : Sonia Martínez, Catalina Torres, Clara María Giraldo, Alby, Alfonso Grosso et Juan Diego Builes[1].
- Al Encontrarte, 2012, avec 13 chansons interprétées par lui et avec la participation vocale de ses filles Catalina et Gabriela[1].

### Chansons
- ¿QUIÉN DIJO?, 1987, il affirme « Je l'ai composé pour participer au concours national `Mono Núñez', à Ginebra, Valle, pour exprimer mon désaccord avec la condition de devoir chanter de la musique andine habillée en paysan, puisque dans la ville nous ne portons pas ce costume »[6].
- Navegante, 1995 : chanson érotique, qui est selon lui, l'une des plus importantes de sa carrière[6].
- MIS DEUDAS, 1992[6].
- NO ES TAN FÁCIL, 1991[6].
- FANTASMAS, 1981[6].
- CHEPE LIBERTADOR, 2009[6].